# Лейк-Алманор-Пенінсула (Каліфорнія)
Лейк-Алманор-Пенінсула (англ. Lake Almanor Peninsula) — переписна місцевість (CDP) в США, в окрузі Плумас штату Каліфорнія. Населення — 366 осіб (2020).

## Географія
Лейк-Алманор-Пенінсула розташований за координатами 40°16′52″ пн. ш. 121°8′4″ зх. д. / 40.28111° пн. ш. 121.13444° зх. д. (40.281210, -121.134454).  За даними Бюро перепису населення США в 2010 році переписна місцевість мала площу 7,86 км², уся площа — суходіл.

## Демографія
Згідно з переписом 2010 року, у переписній місцевості мешкало 356 осіб у 165 домогосподарствах у складі 110 родин. Густота населення становила 45 осіб/км².  Було 561 помешкання (71/км²).
Расовий склад населення:
| - 94,7 % — білих - 2,5 % — корінних американців - 1,1 % — осіб інших рас |

До двох чи більше рас належало 1,7 %. Частка іспаномовних становила 6,2 % від усіх жителів.
За віковим діапазоном населення розподілялося таким чином: 18,8 % — особи молодші 18 років, 57,6 % — особи у віці 18—64 років, 23,6 % — особи у віці 65 років та старші. Медіана віку мешканця становила 54,3 року. На 100 осіб жіночої статі у переписній місцевості припадало 110,7 чоловіків;  на 100 жінок у віці від 18 років та старших — 103,5 чоловіків також старших 18 років.
Середній дохід на одне домашнє господарство  становив 100 371 долар США (медіана — 67 250), а середній дохід на одну сім'ю — 110 119 доларів (медіана — 67 206). За межею бідності перебувало 5,8 % осіб, у тому числі 5,0 % дітей у віці до 18 років та 3,3 % осіб у віці 65 років та старших.
Цивільне працевлаштоване населення становило 107 осіб. Основні галузі зайнятості: науковці, спеціалісти, менеджери — 22,4 %, мистецтво, розваги та відпочинок — 19,6 %, інформація — 14,0 %, роздрібна торгівля — 10,3 %.